# Nội chiến
Nội chiến (Tiếng Anh: civil war) là chiến tranh giữa các thành phần trong 1 quốc gia, giữa những người đồng bào cùng ngôn ngữ nhưng tranh chấp nhau vì những lý do khác nhau: tôn giáo, chính trị, kinh tế,...

## Nguyên nhân
Các học giả điều tra nguyên nhân của cuộc nội chiến tập trung vào 2 lý thuyết đối nghịch nhau tham lam và bất bình (greed versus grievance). Theo đó: nguyên nhân của xung đột từ những người theo những khái niệm về sắc tộc, tôn giáo hoặc các mối quan hệ xã hội khác, hoặc xung đột bắt đầu do sức hấp dẫn kinh tế của những cá nhân và nhóm tiến hành xung đột đó? Phân tích học thuật hỗ trợ kết luận rằng các yếu tố cấu trúc và kinh tế có vai trò quan trọng hơn những yếu tố nhận dạng trong việc dự đoán sự xảy ra của nội chiến.
Các nghiên cứu toàn diện về nội chiến do một nhóm của Ngân hàng Thế giới thực hiện trong đầu thế kỷ 21. Ai đó đưa khuôn khổ của nghiên cứu này ra thành mô hình được gọi là mô hình Collier-Hoeffler Model. Nghiên cứu chi 78 khoảng thời gian 5 năm liên tiếp khi cuộc nội chiến bắt đầu từ 1960 đến 1999, cũng như 1.167 khoảng 5 năm không có nội chiến để so sánh, và các dữ liệu đưa vào phân tích hồi quy để thấy được ảnh hưởng của các yếu tố khác nhau. Một số yếu tố chứng minh là có một tác động đến khả năng một cuộc nội chiến có thể xảy ra trong bất kỳ khoảng thời gian 5 năm cho trước:
Sẵn có về tài chính
Tỷ lệ hàng hóa thiết yếu trong xuất khẩu của một quốc gia tăng nguy cơ một cuộc xung đột. Một quốc gia tại "cao điểm nguy hiểm", các mặt hàng chiếm 32% GDP, có nguy cơ 22% rơi vào cuộc nội chiến trong khoảng thời gian 5 năm cho trước, trong khi một quốc gia không có xuất khẩu hàng hóa cơ bản có rủi ro 1%. Khi phân tách thành các nhóm dầu khí và không có dầu khí cho thấy kết quả khác nhau: một quốc gia có mức độ phụ thuộc thấp hơn vào xuất khẩu dầu khí có nguy cơ thấp hơn, trong khi các nước có mức độ phụ thuộc cao hơn vào xuất khẩu có nguy cơ xảy ra cuộc nội chiến hơn là những nước phụ thuộc chủ yếu vào các nguồn hàng hóa khác. Các tác giả của nghiên cứu giải thích điều này như là kết quả của sự không ràng buộc mà hàng "thiết yếu" có thể bị chiếm giữ so với các hình thức "thịnh vượng" khác, ví dụ, "dễ dàng" thu giữ và kiểm soát đầu ra của một mỏ vàng hay mỏ dầu so một lĩnh vực sản xuất hàng may mặc hoặc dịch vụ khách sạn.
Nguồn tài chính thứ 2 là từ diaspora quốc gia, nguồn này có thể tài trợ cho các cuộc nổi loại và quân nổi dậy từ nước ngoài. Nghiên cứu cho thấy sự chuyển đổi kích thước diaspora của một quốc gia về mặt thống kê từ nhỏ nhất trong nghiên cứu đến lớn nhất làm gia tăng gấp 6 lần cơ hội của một cuộc nội chiến.
Lợi thế về quân sự
Mức độ cao hơn của sự phân tán dân cư, và ở một mức độ thấp hơn, sự có mặt của địa hình núi tăng nguy cơ xung đột. Cả hai yếu tố hỗ trợ cho cuộc nổi dậy, do vậy khi dân số phân tán về phía biên giới thì khó kiểm soát hơn sự tập trung vào một khu vực trung tâm, trong khi vùng núi có địa hình thuận lợi cho phiến quân có thể hoạt động.
Quy mô dân số
Các yếu tố khác nhau đóng góp vào nguy cơ của một cuộc nội chiến tăng theo quy mô dân số. Nguy cơ một cuộc nội chiến tăng tỉ lệ với quy mô dân số của một quốc gia.
Thời gian
Thời gian đã trôi qua càng dài kể từ cuộc nội chiến cuối cùng, thì càng ít có khả năng một cuộc xung đột sẽ tái diễn. Nghiên cứu có hai cách giải thích cho điều này: một là dựa trên cơ hội, và hai là dựa trên khiếu nại. Thời gian trôi qua có thể đại diện cho khấu hao của bất cứ điều gì về vốn, cuộc nổi dậy đã trôi qua và do đó làm tăng chi phí cơ hội của việc khởi động lại cuộc xung đột. Ngoài ra, thời gian trôi qua có thể đại diện cho quá trình dần dần chữa lành lòng thù hận cũ. Nghiên cứu cho thấy sự hiện diện của cộng đồng người giảm "đáng kể hiệu quả tích cực" của thời gian, khi các nguồn tài trợ từ những người di cư bù vào khoản khấu hao chi phí cho cuộc nổi loạn.

## Thời gian
Ann Hironaka, tác giả của Neverending Wars, chia lịch sử nội chiến hiện đại thành giai đoạn trước thế kỷ 19, thế kỷ 19 đến đầu thế kỷ 20, và cuối thế kỷ 20. Trong thế kỷ 19 ở châu Âu, thời gian cuộc nội chiến phần lớn là do yếu tố tự nhiên của các xung động khi mà các trận đánh vì trung tâm quyền lực mạnh hơn của quốc gia, sức mạnh chính quyền bị tập trung, và sự can thiệp "nhanh chóng" cũng của các quốc gia khác hỗ trợ chính phủ đó. Theo sau Chiến tranh thế giới thứ 2, thời gian của các cuộc nội chiến kéo dài hơn trước đầu thế kỷ 19, phần lớn là do sự "yếu kém" của các quốc gia hậu thuộc địa và sự can thiệp của các nước cho cả hai phía xung đột.